# Kurt Nowack
Kurt Nowack (* 18. Juli 1922 in Essen; † 18. Juli 2015) war ein deutscher Politiker der SPD.

## Ausbildung und Beruf
Kurt Nowack besuchte die Volksschule. Danach machte er eine Schlosserlehre, die er mit der Gesellenprüfung abschloss. Im Jahr 1945 wurde er zum Bergbau dienstverpflichtet, zunächst unter Tage, 1946 dann über Tage als Handwerker. Nowack besuchte von 1957 bis 1958 die Akademie der Arbeit. 1958 bis 1960 fungierte er als freigestelltes Betriebsratsmitglied. 1960 wurde er dann Sekretär bei der IG Bergbau und Energie in Bochum.

## Politik
Kurt Nowack war seit 1947 Mitglied der SPD. Ortsvereinsvorsitzender wurde er 1959, von 1972 bis 1980 war er stellvertretender Unterbezirksvorsitzender in Essen. Von 1964 bis 1970 war Nowack Mitglied im Rat der Stadt Essen. Seit 1945 war er Mitglied der Industrie-Gewerkschaft Bergbau und Energie.
Kurt Nowack war vom 26. Juli 1970 bis 29. Mai 1985 direkt gewähltes Mitglied des 7., 8. und 9. Landtages von Nordrhein-Westfalen für den Wahlkreis 063 Essen I bzw. für den Wahlkreis 077 Essen III.
Im Jahr 1980 errang er in seinem Wahlbezirk mit 71 % prozentual die meisten Stimmen, die ein Abgeordneter in NRW erhalten hat.

## Privates
Nowack war zweimal verheiratet und hatte einen Sohn, Willi Nowack. Nowack verstarb an seinem 93. Geburtstag.